# كارينا (مغنية فنزويلية)
كارينا (بالإسبانية: Karina)‏ هي مغنية فنزويلية وبيروفية، ولدت في 19 نوفمبر 1968.

## وصلات خارجية
- الموقع الرسمي
- كارينا على موقع ميوزك برينز (الإنجليزية)
- كارينا على موقع ديسكوغز (الإنجليزية)